# Rhys Darby
Rhys Montague Darby (Auckland, Nueva Zelanda; 21 de marzo de 1974) es un actor y comediante neozelandés, conocido por sus rutinas energéticas de comedia, contando historias con mímicas y efectos de sonido de cosas como animales o máquinas. Fue nominado al Billy T Award en dos ocasiones (2001-2002). También ganó el Premio Fred (Dagg) en el Festival Internacional de Comedia de Nueva Zelanda en 2012 por la mejor presentación nacional. 
Es conocido por su papel como Murray Hewitt, el mánager de la banda Flight of the Conchords en la serie homónima. También ha participado en numerosas películas como Yes Man, What We Do in the Shadows, The Boat That Rocked, Jumanji: Welcome to the Jungle, A Series of Unfortunate Events, Voltron: Legendary Defender, Sam el psicópata en Hunt for the Wilderpeople, Rise of the Teenage Mutant Ninja Turtles y Crash Bandicoot en Skylanders Academy. Actualmente interpreta a Stede Bonnet junto a Taika Waititi en la serie de comedia romántica histórica de HBO Max Our Flag Means Death.

## Biografía
Darby nació en Auckland, pero creció en el suburbio de Pakuranga. Estudió en el Edgewater College. Fue soldado, pero dejó la Armada de Nueva Zelanda en 1994 y comenzó a estudiar en la Universidad de Canterbury. Dos años después, formó el dúo de comedia Rhysently Granted junto a Grant Lobban. Tras ganar un concurso en el Southern Blues Bar (Christchurch), el dúo comenzó a presentarse en distintos bares locales.
Darby reside en Los Ángeles, California con su familia desde 2014.

## Filmografía

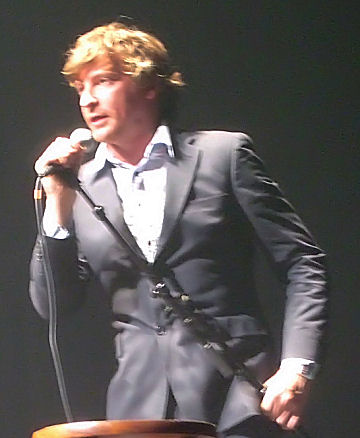
Rhys Darby en 2007.

### Cine
| Año  | Título                          | Rol                  | Notas |
| ---- | ------------------------------- | -------------------- | ----- |
| 2008 | Yes Man                         | Norman "Norm" Stokes |       |
| 2009 | The Boat That Rocked            | Angus Nutsford       |       |
| 2009 | Diagnosis: Death                | Especialista         |       |
| 2009 | Peacock Season                  | Galtrex Guy          |       |
| 2011 | Coming & Going                  | Lee Leonetti         |       |
| 2011 | Love Birds                      | Doug                 |       |
| 2011 | Arthur Christmas                | Elfo líder           | Voz   |
| 2014 | What We Do in the Shadows       | Anton                |       |
| 2016 | Hunt for the Wilderpeople       | Sam, el psicópata    |       |
| 2016 | Trolls                          | Bibbly               | Voz   |
| 2017 | Killing Hasselhoff              | Fish                 |       |
| 2017 | Smurfs: The Lost Village        | Pitufo Nigel         | Voz   |
| 2017 | Jumanji: Welcome to the Jungle  | Nigel Billingsley    |       |
| 2019 | Guns Akimbo                     |                      |       |
| 2019 | Teen Titans Go! Vs. Teen Titans | The Master of Games  | Voz   |
| 2019 | Jumanji: The Next Level         | Nigel Billingsley    |       |
| 2020 | 100% Wolf                       | Foxwell Cripp        | Voz   |
| 2023 | Next Goal Wins                  |                      |       |

### Televisión
| Año       | Título                                   | Rol                              | Notas                                                                              |
| --------- | ---------------------------------------- | -------------------------------- | ---------------------------------------------------------------------------------- |
| 2005      | Who's Ya Mate?                           | Múltiple                         | Película para televisión                                                           |
| 2007–2009 | Flight of the Conchords                  | Murray Hewitt                    | 22 episodios                                                                       |
| 2009      | The Jaquie Brown Diaries                 | Terence Ben'et                   | 1 episodio                                                                         |
| 2009      | Comedy Showcase: The Amazing Dermot      | Dermot Flint                     |                                                                                    |
| 2010      | Radiradirah                              | Gavin Hoode, First Officer Rangi | 3 episodios                                                                        |
| 2011      | How to Be a Gentleman                    | Mike                             | 9 episodios                                                                        |
| 2011      | Comedy Showcase: The Fun Police          | Leslie                           |                                                                                    |
| 2012      | Jake and the Never Land Pirates          | Percy                            |                                                                                    |
| 2012      | Life Stinks                              | Connor                           | Miniserie                                                                          |
| 2012      | The Skinner Boys: Live At Mingara NSW    | Professor Tinkerpuff             |                                                                                    |
| 2012      | QI                                       | Panelista invitado               | Episodio: Justice                                                                  |
| 2013      | How I Met Your Mother                    | Hamish                           | 1 episodio                                                                         |
| 2013      | Watsky's Releasing an Album              | Flynn                            | 3 episodios                                                                        |
| 2013      | The Aquabats! Super Show!                | Luchador Tiburón                 |                                                                                    |
| 2013      | Tiny Commando                            | Tony Turk                        | 2 episodios                                                                        |
| 2013      | Jake and the Never Land Pirates          | Percy the Penguin (voz)          | 2 episodios                                                                        |
| 2013      | Keep Calm and Karey On                   |                                  | Película para televisión                                                           |
| 2014      | Legit                                    | Trevor                           | 1 episodio                                                                         |
| 2014      | Short Poppies                            | Varios personajes                |                                                                                    |
| 2014      | Modern Family                            | Fergus Anderson                  | 1 episodio                                                                         |
| 2014      | Comedy Bang! Bang!                       | Uncle Deckard                    | 1 episodio                                                                         |
| 2014      | Hot in Cleveland                         | Jack                             | 3 episodios                                                                        |
| 2014      | It's a Date                              | Craig                            | 1 episodio                                                                         |
| 2015–2016 | Thunderbirds Are Go                      | Langstrom Fischler (voz)         | 3 episodios                                                                        |
| 2015      | Life in Pieces                           | Teddy                            | 2 episodios                                                                        |
| 2016      | The X-Files                              | Guy Mann                         | Episodio: "Mulder and Scully Meet the Were-Monster"                                |
| 2016      | Mike Tyson Mysteries                     | Terry (voz)                      | Episodio: "Yves Klein Blues"                                                       |
| 2016–2018 | Wrecked                                  | Steve                            | Recurrente                                                                         |
| 2016–2018 | Voltron: Legendary Defender              | Coran (voz)                      | 27 episodios                                                                       |
| 2017      | A Series of Unfortunate Events           | Charles                          | 2 episodios                                                                        |
| 2017      | Fresh Off the Boat                       | Tony Wonder                      | Episodio: "Living While Eddie"                                                     |
| 2017      | Dr. Ken                                  | Charles Evans                    | Episodio: "Ken and the CEO"                                                        |
| 2017      | Bob's Burgers                            | Duncan (voz)                     | Episodio: "Ain't Miss Debatin'"                                                    |
| 2017      | The Lion Guard                           | Mwenzi (voz)                     | Episodio: "Ono the Tickbird"                                                       |
| 2017      | Bajillion Dollar Propertie$              | Stevahn Rabren                   | Episodio: "Dean's Legacy"                                                          |
| 2017      | Milo Murphy's Law                        | King Pistashion (voz)            | Episodio: "Missing Milo"                                                           |
| 2017      | We Bare Bears                            | Kyle (voz)                       | Episodio: "Kyle"                                                                   |
| 2017      | The Jim Jefferies Show                   | Jacko                            | Episodio: "America’s Opioid Epidemic"                                              |
| 2017      | Welcome to the Wayne                     | Isthotep (voz)                   | Episodio: “Flutch”                                                                 |
| 2018      | Rise of the Teenage Mutant Ninja Turtles | Hypno-Potamus (voz)              | 3 episodios                                                                        |
| 2018      | Skylanders Academy                       | Crash Bandicoot (voz)            |                                                                                    |
| 2018      | Los Simpson                              | Tag Tuckerbag (voz)              | Episodio: "Heartbreak Hotel"                                                       |
| 2018      | The Venture Bros                         | H.E.L.P.eR. Model Two (voz)      | Episodio: "The Inamorata Consequence"                                              |
| 2018–2019 | Star vs. the Forces of Evil              | Eddie (voz)                      | 5 episodios                                                                        |
| 2019      | Mike Tyson Mysteries                     | Terry (voz)                      | Episodio: "Time to Fly"                                                            |
| 2019-2020 | Infinity Train                           | Randall (voz)                    | Episodio: "The Beach Car" "The Lucky Cat Car" Cortometraje: “The Tech Support Car” |
| 2019      | Carmen Sandiego                          | Neal                             | Episodio: "The Crackle Goes Kiwi Caper"                                            |
| 2020      | Big City Greens                          | Life Guard (voz)                 | Episodio: "Shark Objects"                                                          |
| 2022      | Our Flag Means Death                     | Stede Bonnet                     | 18 episodios                                                                       |

### Apariciones en televisión como sí mismo
| Año       | Título                                          |
| --------- | ----------------------------------------------- |
| 2001–2002 | Billy T Award                                   |
| 2005      | Mighty Truck of Stuff                           |
| 2006      | The Slammer                                     |
| 2007–2008 | Sounds Like a Laugh                             |
| 2008      | Yo Gabba Gabba!                                 |
| 2008      | The Comedy Store Live                           |
| 2009      | Rocked the Nation 2: 100 NZ Pop Culture Moments |
| 2009      | Spicks and Specks                               |
| 2009      | Thank God You're Here                           |
| 2009      | ROVE                                            |
| 2009      | Intrepid Journeys                               |
| 2009–2012 | 7 Days                                          |
| 2010      | The Qantas TV and Film Awards                   |
| 2011      | A Quiet Word With ...                           |
| 2011      | The Rob Brydon Show                             |
| 2012      | Mad Mad World                                   |
| 2012      | Sunday Brunch                                   |
| 2012      | The Comedy Marathon Spectacular                 |
| 2012      | QI                                              |
| 2013–2017 | @midnight                                       |
| 2013      | Late Show with David Letterman                  |
| 2014      | No, You Shut Up!                                |
| 2016      | The Café                                        |
| 2016–2017 | Whose Line is it Anyway? Australia              |

### Videojuegos
| Año  | Título          | Rol    | Notas |
| ---- | --------------- | ------ | ----- |
| 2020 | Half-Life: Alyx | Russel |       |